# Karla Sofía Gascón
Karla Sofía Gascón (castellà: Karla Sofía Gascón Ruiz)  (Alcobendas, 31 de març de 1972) és una actriu de cinema i televisió espanyola. El maig de 2024 va rebre el premi a la millor actriu en el Festival de Canes com a part del repartiment d'Emilia Pérez, de Jacques Audiard, i és la primera dona trans que obté aquest guardó.

## Carrera artística
Diplomada per l'Escola de Cinematografia i de l'Audiovisual de la Comunitat de Madrid en interpretació per a cinema, ha cursat diferents cursos d'interpretació.
A la fi de la dècada del 1980, va participar en programes i sèries de l'època i va fer incursions en el món de la publicitat. El 1994 va posar la veu a diversos titelles dins del programa La Tele es Tuya Colega de Telecinco; més tard va obtenir el seu primer paper important en la nova versió de La revista de TVE El águila de fuego, on interpreta Arturo. A Milà col·labora per a Canale 5 i RAI en els programes Solletico i Gomma Piuma. A Londres per a la BBC en la sèrie Isabel.
El personatge que li va donar la fama va ser l'auxiliar de vol Guillermo a la sèrie El súper. Després va treballar a Calle nueva i diverses sèries i pel·lícules. El 2005, va coprotagonitzar El pasado es mañana, a Tele 5.
El 2009 va arribar a Mèxic, on va interpretar al gitano Branko en la nova versió de la novel·la Corazón salvaje de Televisa México, produïda per Salvador Mejía, transmesa pel Canal de las Estrellas, per la qual va rebre la nominació a actor revelació en la cerimònia dels Premis Tv&Novelas. El 2010 va interpretar al publicista Jorge Jauma en Llena de amor de Televisa, també del Canal de las Estrellas, produïda per Angelli Nesma. El 2011 va protagonitzar la pel·lícula espanyola El cura y el veneno dirigida per Antoni Caimari Caldés, interpretant el pare Felipe, i grava Clasificados.
A finals d'aquest any té una aparició especial a Una familia con suerte i roda la seva primera pel·lícula mexicana al costat de Gonzalo Vega, Nosotros los Nobles de Warner Bros., dirigida per Gary Alazraki. Aquesta cinta es va convertir el 2013 en el film més reeixit fins al moment del cinema mexicà, i va trencar tota mena de rècords en taquilla i vendes. Entre 2012 i 2014 va intervenir a la segona temporada d'El señor de los cielos de Telemundo. També participa a Televisa, amb Hasta el fin del mundo, Como dice el dicho, entre d'altres, i a Guatemala grava la sèrie per a Guatevisión, Morena, dirigida per F. Lepe.
El setembre de 2018 va presentar el seu llibre autobiogràfic Karsia. Una historia extraordinaria i es va declarar transsexual canviant el seu nom pel de Karla Sofía.
Poc després de guanyar el Premi a la millor actriu en el Festival de Canes per Emilia Pérez, el seu activisme la va portar a denunciar el maig de 2024 a la líder de l'extrema dreta francesa Marion Maréchal per un comentari trànsfob. I va prometre que si la Justícia francesa imposava a la política una sanció econòmica, els diners anirien a parar a associacions per la lluita de drets LGTB+.

## Controvèrsies i polèmiques
El gener de 2025 van sortir a la llum piulets seus catalanòfobs, racistes, islamòfobs i contra la diversitat. L'actriu es va veure obligada a tancar el seu compte de X i demanar disculpes.

## Premis i reconeixement
- Premi a la millor actriu (ex aequo amb Adriana Paz, Zoe Saldaña i Selena Gomez) en el Festival de Canes 2024 per la seva interpretació a Emilia Pérez de Jacques Audiard.[2]
- Orde de les Arts i les Lletres de França 2024, atorgat pel Ministeri de Cultura de França.[8]